# Agnibesa recurvilineata
Agnibesa recurvilineata – gatunek ćmy z rodziny miernikowcowatych (Geometridae).

## Podgatunki
Wyróżnia się dwa podgatunki Agnibesa recurvilineata: A. recurvilineata recurvilineata żyjącą na terenie dystryktu Dardżyling w Indiach oraz w Nepalu i A. recurvilineata meroplyta Prout, 1938 żyjącą w Chinach.